# Bielsa (Huesca)
Bielsa ist ein spanischer Ort und eine Gemeinde im Norden der Provinz Huesca der Region Aragonien. Die Gemeinde gehört zur Comarca Sobrarbe. Bielsa hat auf einer Fläche von 202,4 km² 487 Einwohner (Stand: 2024).

## Geographie
Ein Teil des Gemeindegebietes liegt im Nationalpark Ordesa y Monte Perdido.

## Gemeindegliederung
Zur Gemeinde gehören neben dem Hauptort noch folgende Dörfer: Chisagüés, Espierba, Javierre und Parzán.

## Baudenkmäler

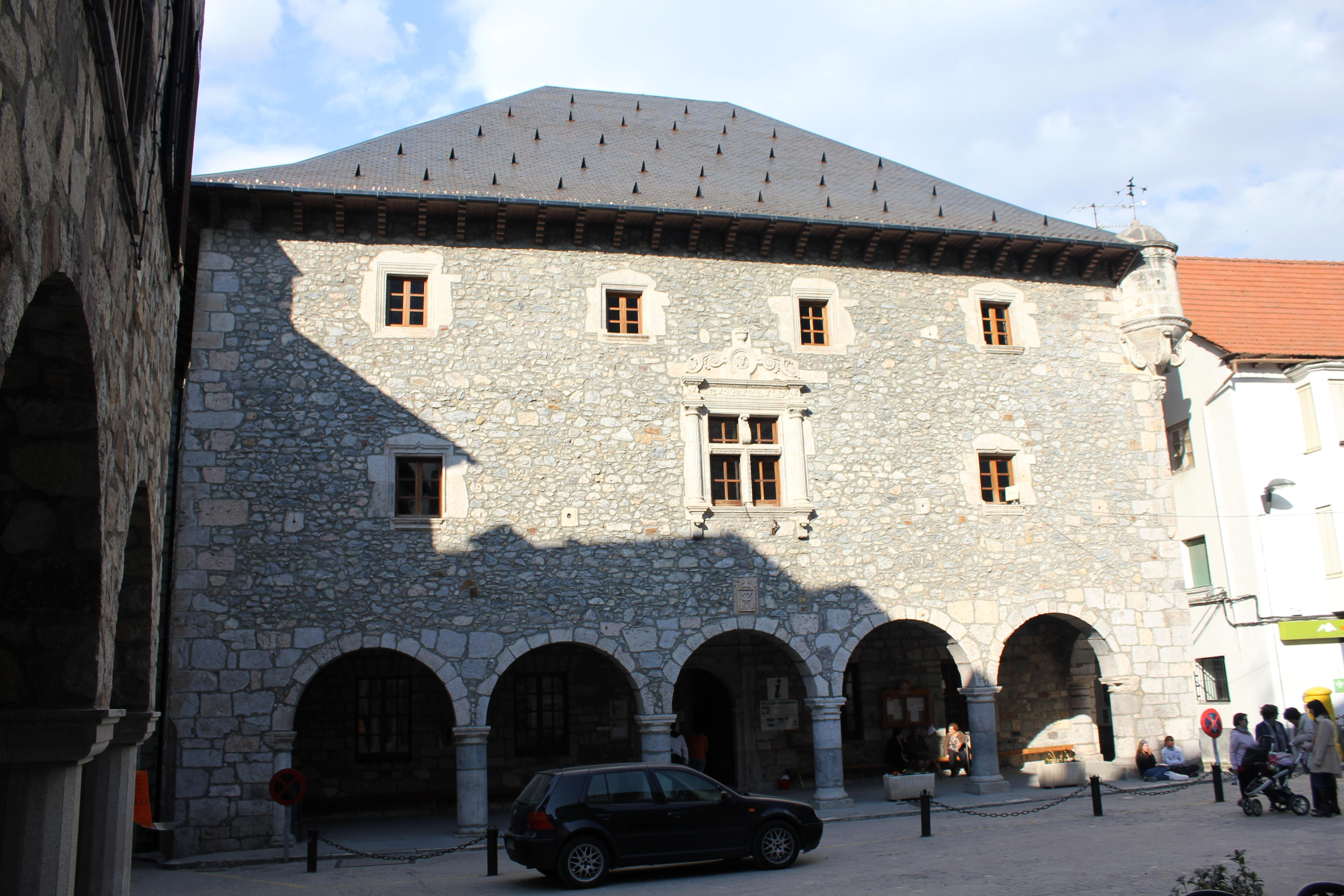
Rathaus

- Pfarrkirche Nuestra Señora de la Asunción, erbaut im 16. Jahrhundert und im 20. Jahrhundert verändert (Bien de Interés Cultural)
- Romanische Kirche Santa Eulalia in Javierre  (Bien de Interés Cultural)
- Ermita de Pineta (Bien de Interés Cultural)
- Rathaus, erbaut im 16. Jahrhundert (Bien de Interés Cultural)

## Städtepartnerschaften
- Aragnouet in Frankreich